# Estat de Querétaro
Querétaro (oficialment: Estado Libre y Soberano de Querétaro, fins al 2010: Querétaro de Arteaga) és un dels 31 estats que, conjuntament amb la Ciutat de Mèxic, constitueixen Mèxic. Limita al nord amb l'estat de San Luis Potosí, a l'oest amb l'estat de Guanajuato, a l'est amb Hidalgo, al sud-est amb l'estat de Mèxic i al sud-oest amb Michoacán. La capital de l'estat és Santiago de Querétaro, encara que s'utilitza Querétaro per a referir-se a l'estat i a la ciutat. Santiago de Querétaro està localitzada a 200 km al nord de la Ciutat de Mèxic.
Querétaro és un estat molt pròsper de la zona central de Mèxic. Amb 11,684 km², és el cinquè estat menys extens — davant de Colima, Aguascalientes, Morelos i Tlaxcala — i amb 202.45 hab. / km², el sisè més densament poblat, per darrere de l'Estat de Mèxic, Morelos, Tlaxcala i Aguascalientes. Es va fundar el 23 de desembre de 1823. Forma part de l'Alianza Bajío-Occidente.
Les indústries tradicionals hi són la de l'automòbil, la producció de vins, i la indústria d'aliments i la ramaderia. El PIB de l'estat és el tercer més alt del país (després de Nuevo León i el Districte Federal), i la renda per capita de la ciutat de Santiago de Querétaro és la segona més alta de l'Amèrica Llatina, després de Garza-García, Nuevo León. La xarxa d'autopistes de l'estat és la millor del país. Querétaro s'ha distingit, en els últims anys, per ser un dels dos estats del país amb la dinàmica de creixement econòmic més gran. Des de 1994 fins a la data, ha mantingut un creixement més gran que el nacional mexicà, pel fet que empreses nacionals i internacionals dels sectors industrial, comercial i de serveis s'han assentat a l'estat. En el 2000 es fa el salt a la indústria manufacturera, i a partir del 2005 hi fa presència la indústria aeroespacial, i aquesta última és una de les de major desenvolupament, per la qual cosa Querétaro s'ha convertit en el quart centre d'activitats aeroespacials més importants del món, només darrere de Singapur, Dubai i Bangalore.
L'estat compta amb tres llocs declarats Patrimoni Cultural de la Humanitat per la Unesco: la zona de monuments històrics de Querétaro, el 1996, les missions franciscanes de la Sierra Gorda, el 2003, i el Camí Reial de Tierra Adentro, al 2010.
Querétaro ha tingut un important paper en la història de Mèxic, a causa que en 1810 va ser seu de la conspiració de Querétaro on es va forjar el moviment que fet i fet portaria a la independència de Mèxic. El 1867 hi va ser derrotat, capturat i afusellat Maximilià d'Habsburg per les forces republicanes, i es va restablir el règim republicà a Mèxic. El 1917 es va redactar en aquest estat la Constitució mexicana vigent.

## Fills il·lustres
- José Guadalupe Velázquez (1855-1920) compositor musical.

## Municipis
Els divuit municipis de l'estat (entre parèntesis la població segons el cens del 2005) són:
- Amealco de Bonfil (56.457 hab.)
- Arroyo Seco (12.493 hab.)
- Cadereyta de Montes (57.204 hab.)
- Colón (51.625 hab.)
- Corregidora (104.218 hab.)
- Ezequiel Montes (34.729 hab.)
- Huimilpan (32.728 hab.)
- Jalpan de Serra (22.025 hab.)
- Landa de Matamoros (18.905 hab.)
- El Marqués (79.743 hab.)
- Pedro Escobedo (56.553 hab.)
- Peñamiller (17.007 hab.)
- Pinal de Amoles (25.325 hab.)
- Querétaro (734.139 hab.)
- San Joaquín (7.634 hab.)
- San Juan del Río (208.462 hab.)
- Tequisquiapan (54.929 hab.)
- Tolimán (23.963 hab.)